# Greenwichpromenade
Die Greenwichpromenade ist eine Promenade am Ostufer des Tegeler Sees in Berlin-Tegel. Als beliebtes Ziel für Spaziergänge gibt es vor Ort verschiedene Freizeitangebote und Gastronomiebetriebe. Von der Dampferanlegestelle Greenwichpromenade starten Schiffstouren über den Tegeler See und die Havel. Die Promenade findet ihr nördliches Ende im Tegeler Hafen.

## Geographie

### Name
Im Jahr 1966 bekam die Greenwichpromenade ihren Namen im Zuge einer Städtepartnerschaft des Bezirks Reinickendorf mit dem Londoner Bezirk Greenwich.

### Lage und Umgebung
Sie verläuft entlang der Ostseite des Tegeler Sees und liegt im Berliner Stadtteil Reinickendorf.
Die Promenade führt vom Kanonenplatz nahe dem Borsigdamm am See entlang bis zur Tegeler Hafenbrücke. Nördlich der Promenade liegt der Tegeler Forst und im Süden der Borsighafen an den ehemaligen Borsigwerken.

### Verkehr
Die Promenade verfügt über einige Schiffsanleger und ist zudem gut an den öffentlichen Personennahverkehr der Stadt Berlin angeschlossen.
So ist der U-Bahnhof Alt-Tegel der U-Bahn-Linie U6 fußläufig erreichbar. Zudem liegen die Bushaltestellen An der Mühle, Veitstraße und Buddestraße in der näheren Umgebung. Von den sieben Anlegestellen an der Promenade starten täglich Ausflugsschiffe zu Rundfahrten über den Tegeler See, die Havel und den Wannensee durch Berlin und Brandenburg.
Für die Anfahrt mit dem Auto stehen Parkmöglichkeiten an den Hallen am Borsigturm zur Verfügung.

## Geschichte
Der dörflichen Vergangenheit des Ortsteils Reinickendorf entsprechend war die Stelle am See zu Beginn des 20. Jahrhunderts nur eine Viehweide. Die meisten Grundstücke reichten bis an das Wasser des Tegeler Sees und es existierte nur ein kleiner Fußweg. Im Jahr 1911 wurde die Promenade dann auf ihre heute Länge ausgebaut und auf 80 Meter verbreitert. Nach dem Umbau des Ackerlandes zu einer Promenade entwickelte sich dieser Teil des Seeufers zu einem beliebten Naherholungsziel. Sowohl am südlichen Ufer als auch nahe der Sechserbrücke gab es Freibäder, in denen noch bis 1936 gebadet wurde. Im Jahr 1966 bekam die Greenwichpromenade ihren aktuellen Namen durch die Städtepartnerschaft mit dem Londoner Partnerbezirk.

## Gestaltung

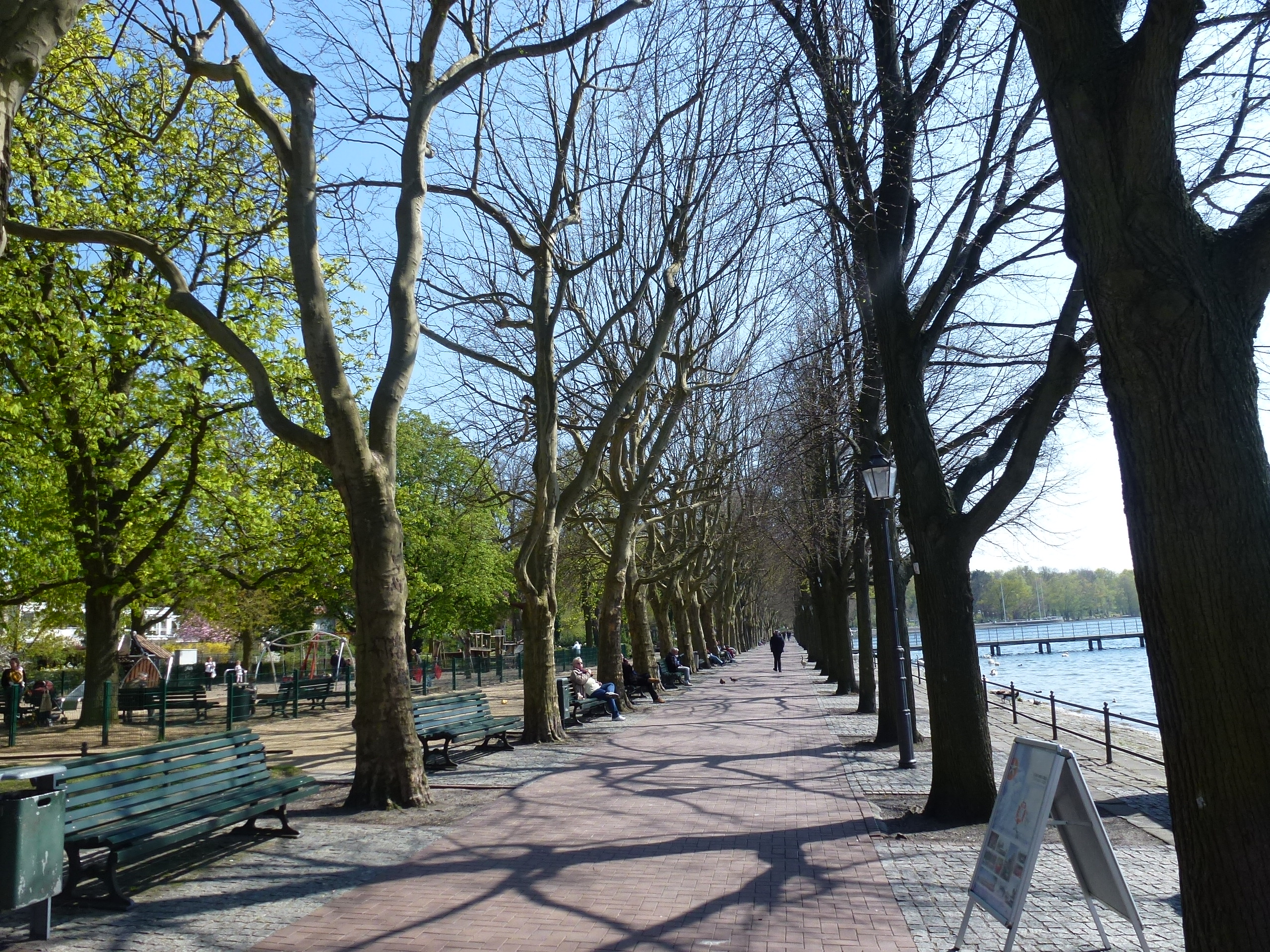
Die Promenade 2015

Der Fußweg der Promenade ist mit roten Klinkern gepflastert und meist von Basalt Kopfsteinpflaster eingefasst. Das Ufer des Sees ist vollständig mit abschüssigem Pflaster versiegelt und an einigen Stellen über Treppenstufen erreichbar. Zudem gibt es große Liegewiesen, einen Spielplatz und einige gepflasterte Plätze entlang der Promenade.
Ein Großteil des Baumbestandes stammt aus den Jahren 1930, 1950 und 1960. Besonders hervorzuheben ist jedoch ein Zucker-Ahorn aus dem Jahr 1870 nahe dem Spielplatz. Entlang des Fußweges am Wasser besteht die Bepflanzung meist aus Winterlinden und Ahornblättrigen Platanen.
Neben der normalen Gestaltung fällt die Greenwichpromenade durch eine britische Telefonzelle und einen britischen Briefkasten auf. Diese wurden im Zuge der Städtepartnerschaft als Geschenk durch das Royal borough of Greenwich überreicht. Ebenso besonders sind die beiden gusseisernen Kanonen aus dem 18. Jahrhundert auf dem sogenannten Kanonenplatz. Die Kanonen, ebenfalls ein Geschenk des Londoner Stadtbezirks, stammen vermutlich aus Schottland und wurden zur Küstenverteidigung eingesetzt. Zwischen den Kanonen steht ein Findling, auf dem eine Gedenktafel über die Kanonen aufklärt.

## Weiterführende Informationen